# Mark O'Toole
Mark William James O'Toole, född 6 januari 1964 i Liverpool, är en brittisk låtskrivare och musiker. Han är mest känd som basisten i syntpopbandet Frankie Goes to Hollywood.